# Novobaltiïski
Novobaltiïski (en rus: Новобалтийский) és un poble (un possiólok) del krai de Stàvropol, a Rússia, que en el cens del 2010 tenia 21 habitants. Pertany al districte rural de Kurskaia.